# Championnat du monde de snooker 1932
Navigation
Édition précédente Édition suivante
Le Championnat du monde de snooker 1932 est la sixième édition du tournoi qui a eu lieu au Thurston's Hall de Londres.
Il n'y a eu que trois participants à cette édition. Tom Dennis et Clark McConachy se sont donc affrontés dans une unique demi-finale et c'est le néo-zélandais qui a rejoint en finale le tenant du titre, Joe Davis, qui l'a battu par 30-19,.

## Tableau
|  | Demi-finale               | Demi-finale | Demi-finale               | Demi-finale |  |  | Finale | Finale | Finale | Finale |
|  |                           |             |                           |             |  |  |        |        |        |        |
|  | Au meilleur des 25 frames |             |                           |             |  |  |        |        |        |        |
|  |                           |             |                           |             |  |  |        |        |        |        |
|  | Clark McConachy           | 13          |                           |             |  |  |        |        |        |        |
|  | Clark McConachy           | 13          | Au meilleur des 49 frames |             |  |  |        |        |        |        |
|  | Tom Dennis                | 11          |                           |             |  |  |        |        |        |        |
|  | Tom Dennis                | 11          | Joe Davis                 | 30          |  |  |        |        |        |        |
|  |                           |             |                           |             |  |  |        |        |        |        |
|  |                           |             | Clark McConachy           | 19          |  |  |        |        |        |        |